# カーボン・ディスクロージャー・プロジェクト
カーボン・ディスクロージャー・プロジェクト（Carbon Disclosure Project、略称：CDP）は、イギリス、日本、インド、中国、ドイツ、ブラジル、アメリカを拠点とする国際的な非営利団体で、企業、都市、州、地域、公的機関の環境影響の開示を支援している。環境報告とリスク管理をビジネスの規範とし、情報開示、洞察、そして持続可能な経済に向けた行動を推進することを目的としている。2022年には、約18,700の組織がCDPを通じて環境情報を開示している。

## 沿革
CDPは2002年、GRIの環境情報開示の概念に便乗し、国家ではなく個々の企業に焦点を当てた。当時、CDPの気候情報開示要請に署名した投資家はわずか35社、回答した企業は245社だった。同組織によると、2022年時点では世界の時価総額の半分に相当する企業がCDPを通じて情報を開示するようになるという。

## メカニズム
CDPは企業、都市、州、地域と協力し、炭素排出量削減戦略の策定を支援している。企業からの自己申告データの収集は、約100兆米ドルの資産を持つ800以上の機関投資家によって支えられている。

## CDPプログラム
CDPは1年に一度、調査対象となる企業に質問書を送付し、各企業から集計した回答内容を公開する。調査プログラムは5つの種類（気候変動、ウォーター、フォレスト、サプライチェーン、都市）が存在しており、CDPは集計した各領域の回答内容を踏まえて企業の評価を下す。

### 気候変動
気候変動プログラムは、企業の温室効果ガス排出量を削減し、気候変動リスクを軽減することを目的としている。CDPは、合計100兆米ドルの資産を持つ800を超える機関投資家の署名機関に代わり、世界の大企業に気候変動リスクと低炭素化の機会に関する情報を要請している。

### ウォーター
プログラムは、投資家と企業の力を利用することで、企業に環境負荷の開示と削減を動機付けるものである。

### フォレスト
CDPの森林プログラムには290を超える署名投資家が参加しており、その総資産は約19兆米ドルにのぼる。CDPは、森林破壊の原因となっている4つの農産物について情報を収集している。木材、パーム油、牛、大豆。CDPの森林プログラムは、英国政府の国際開発省がグローバル・キャノピー・プログラムとJMG財団を通じて最初に立ち上げた。

### サプライチェーン
2016年、2兆5,000億米ドルを超える購買力に相当する約90の組織が、サプライヤーに対して、気候変動と水に関するリスクと機会への取り組み方に関する情報開示を要請した。世界中の4,000社以上のサプライヤーからデータが集められ、排出削減活動によって120億米ドル相当以上の削減が報告された。

### 都市
都市が環境データを測定、管理、開示するためのプラットフォームを提供する。現在、500以上の都市が毎年環境データを測定し、開示している。世界人口の56％以上が都市に住んでいる現在、このプログラムの可能性と必要性は非常に大きい。 2011年 6 月に初めて発表されたこの年次報告書の最大の価値のひとつは、都市のリーダーたちが、炭素排出量の削減や気候変動によるリスクの軽減のために、新しく革新的な戦略で同様のリスクや問題に取り組んでいる同業者を特定できることである。

## 評価基準
CDPは毎年、質の高い情報開示を行っている企業を採点し、集計した回答内容は4段階のレベルで評価されることとなっており、Aレベル（リーダーシップ）を最高評価として企業の環境パフォーマンスに対するスコアリングが行われている。他は、Bレベル（マネジメント）、Cレベル（認識）、Dレベル（情報開示）となる。
CDPの高得点は、企業の環境意識、先進的なサステナビリティ・ガバナンス、気候変動対策へのリーダーシップを示すとされている。

## カーボン・アクション
投資家主導のイニシアティブであり、投資ポートフォリオに含まれる企業がどのように炭素排出量を管理しているか、またエネルギー効率を示している。25兆米ドルの運用資産を持つ300以上の投資家が、世界で最も排出量の多い企業に対し、気候変動に対応した3つの具体的な行動をとるよう求める：
- 排出量の削減（前年度比）
- 排出削減目標を公表する
- プロジェクトにROIの高い投資を行う

CDPは2015年の初めに、セクターごとにアプローチする新しい調査シリーズを開始した。

## 組織構成とガバナンス
CDPは、イギリス、ベルギー、アメリカ合衆国で登録された3つの独立した法人を含む。 イギリスでは、CDPワールドワイドはイングランドとウェールズのチャリティ委員会に登録されたチャリティ団体である。 CDPヨーロッパはベルギーのブリュッセルとドイツのベルリンに登録されたチャリティ団体である。 CDPノースアメリカはニューヨークに拠点を置く独立した501(c)(3)団体である。 3つの団体はそれぞれ独立した評議員会を持っている。

## 資金調達
CDPの資金源は、政府と慈善団体からの助成金（44.4%）と、会費、管理費、スポンサーシップ、データ・ライセンスの組み合わせである。
欧州では、CDPは欧州委員会のLIFEプログラムから約30%の資金を得ている。

## 開示
開示は、投資家、企業、規制当局が、環境への影響を測定・理解し、気候変動、森林伐採、水の安全保障に対処し、リスクを抑えるための措置を講じることで、持続可能な経済に向けて行動を起こす上で、十分な情報に基づいた意思決定を行う際に役立つと、推進派は主張している。

## CDPへの評価
2010年、CDPは『ハーバード・ビジネス・レビュー』誌によって「あなたが聞いたこともない最も強力なグリーンNGO」と呼ばれた。 2012年には、ザイード未来エネルギー賞を受賞した。